# Saint-André-de-Cubzac
Saint-André-de-Cubzac ist eine französische Kleinstadt mit 12.786 Einwohnern (Stand: 1. Januar 2022) im Département Gironde in der Region Nouvelle-Aquitaine. Sie gehört zum Arrondissement Blaye und zum Kanton Le Nord-Gironde. Die Einwohner werden Cubzaguais genannt.

## Geografie
Saint-André-de-Cubzac liegt etwa 20 Kilometer nordnordöstlich von Bordeaux am Ostufer der Dordogne. An der östlichen Gemeindegrenze verläuft das Flüsschen Virvée. Umgeben wird Saint-André-de-Cubzac von den Nachbargemeinden Virsac im Norden, Val de Virvée im Norden und Nordosten, La Lande-de-Fronsac im Osten, Saint-Romain-la-Virvée im Südosten, Cubzac-les-Ponts im Süden, Saint-Vincent-de-Paul im Westen sowie Saint-Gervais im Nordwesten. Die Départementstraße D1010 (frühere Route nationale 10) führt ebenso durch das Gemeindegebiet wie die Autoroute A10 und die frühere Route nationale 670 (heutige D670). Der Bahnhof der Gemeinde liegt an der Bahnstrecke Chartres–Bordeaux.

## Bevölkerungsentwicklung
| Jahr                       | 1962 | 1968 | 1975 | 1982 | 1990 | 1999 | 2011 | 2020   |
| Einwohner                  | 4238 | 4572 | 4984 | 5243 | 6341 | 7234 | 9874 | 12.735 |
| Quellen: Cassini und INSEE |      |      |      |      |      |      |      |        |

## Sehenswürdigkeiten
- Kirche Saint-André-du-Nom-de-Dieu aus dem 12./13. Jahrhundert, seit 1925 Monument historique (Interieur: eine Jungfrauenstatue aus dem 16. Jahrhundert ist seit 1971 klassifiziert)
- Schloss Bouilh, 1786/1787 von Victor Louis erbaut, seit 1943 Monument historique
- Schloss Robillard aus dem 16. Jahrhundert
- dreihundertjährige Platane in Robillard
- Leuchtturm und Hafenanlage
- Mühle Montalon
- zwei Wassertürme

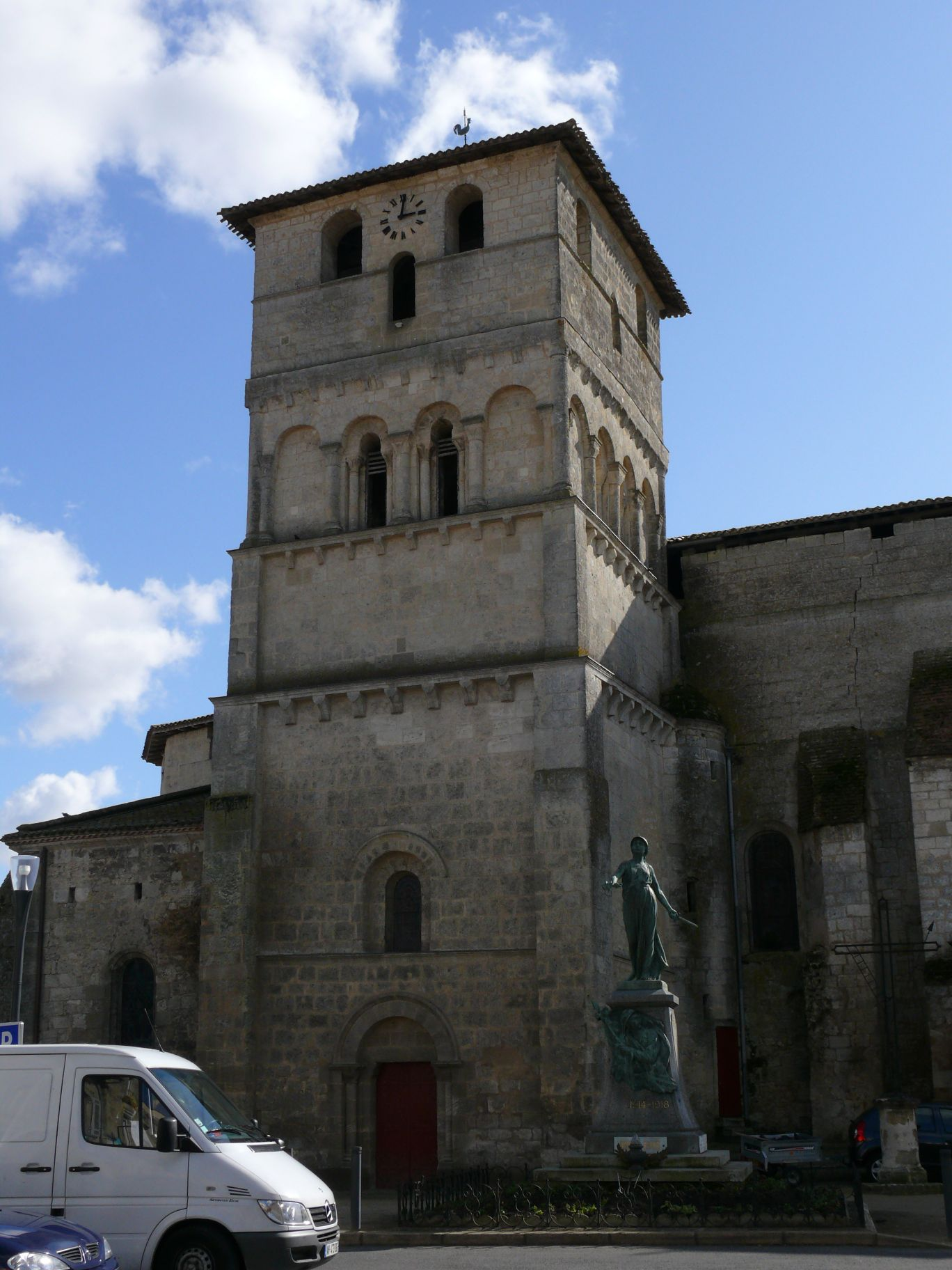
Kirche Saint-André-du-Nom-de-Dieu
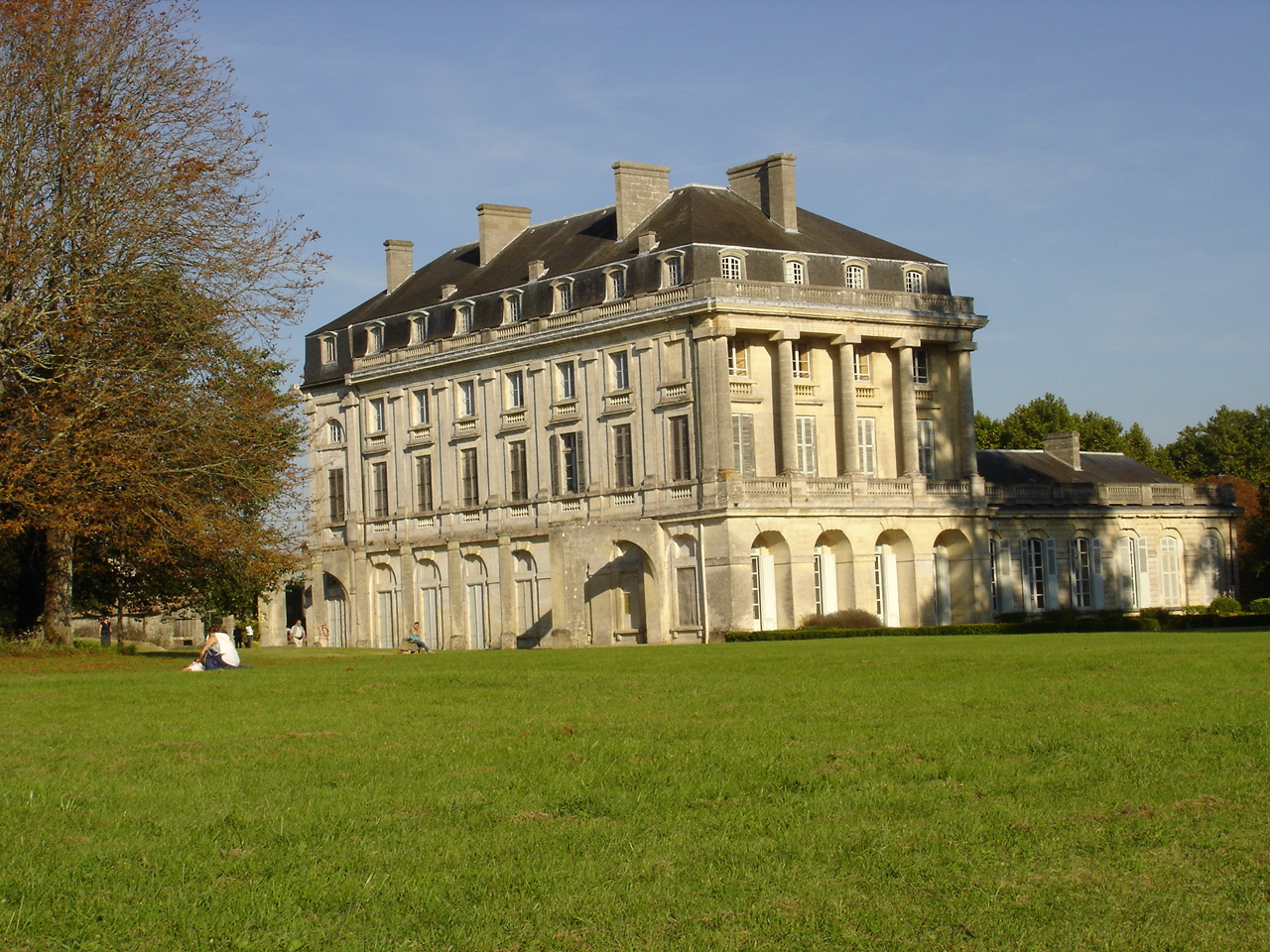
Schloss Bouilh
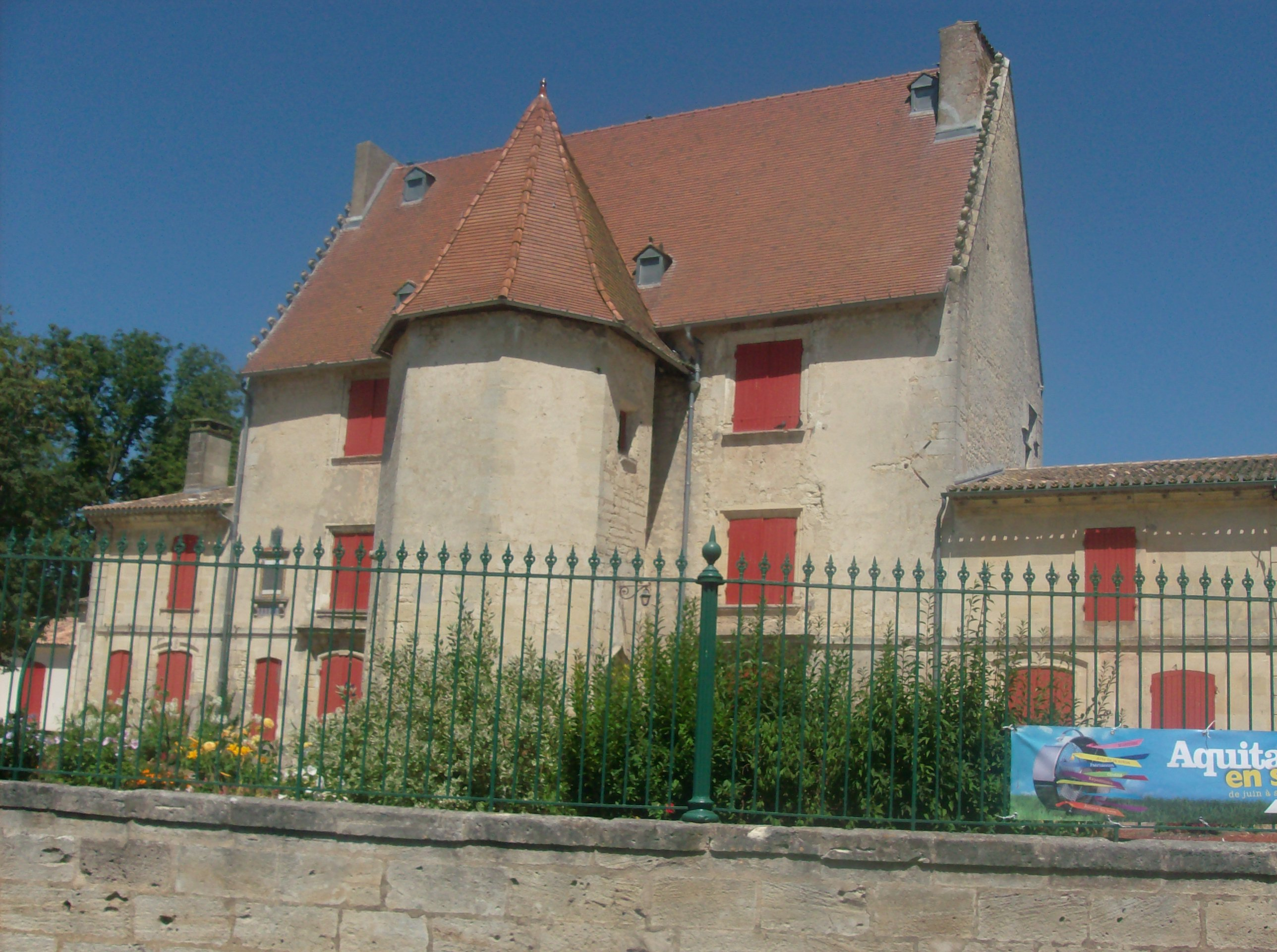
Schloss Robillard
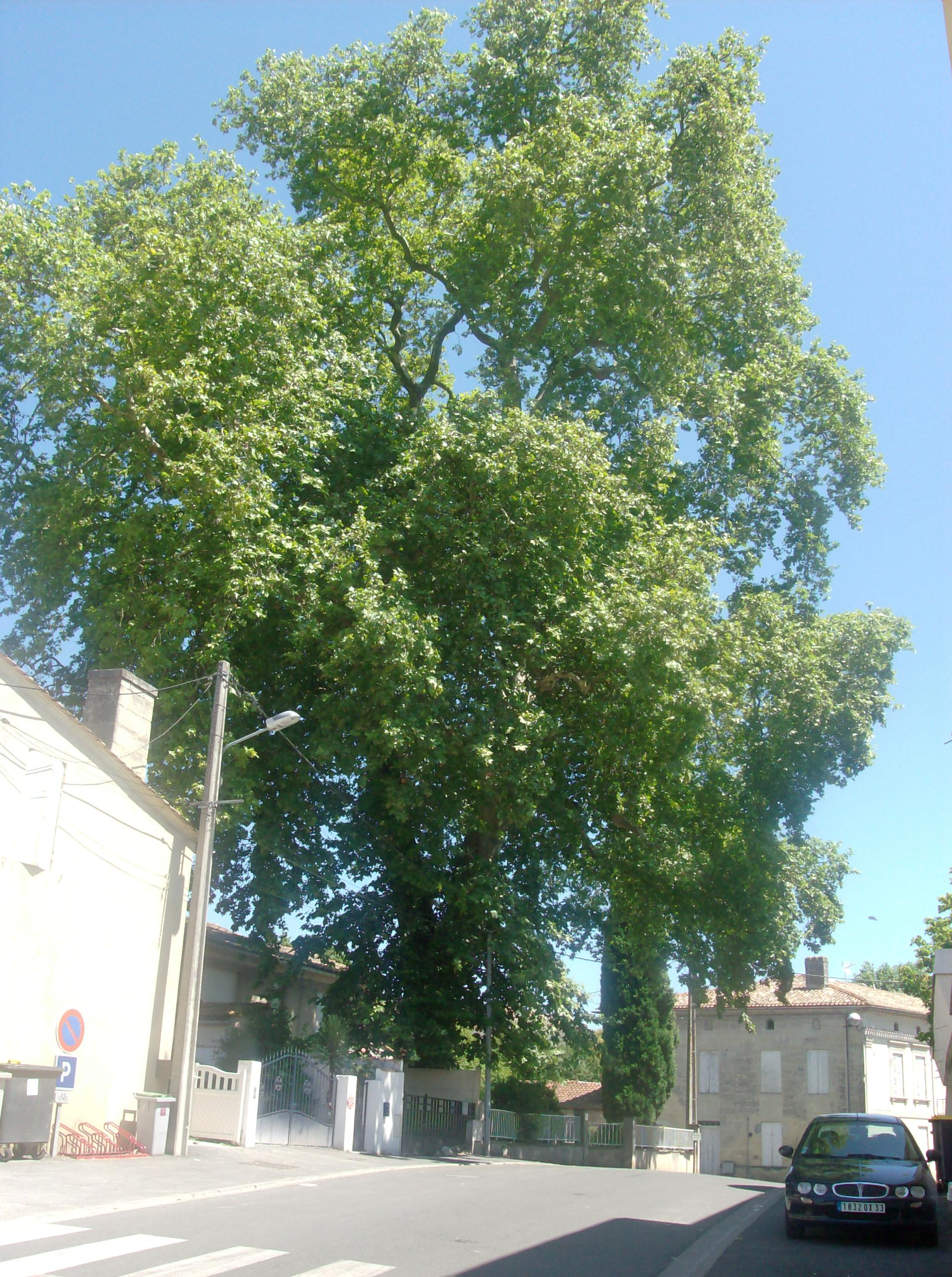
300-jährige Platane
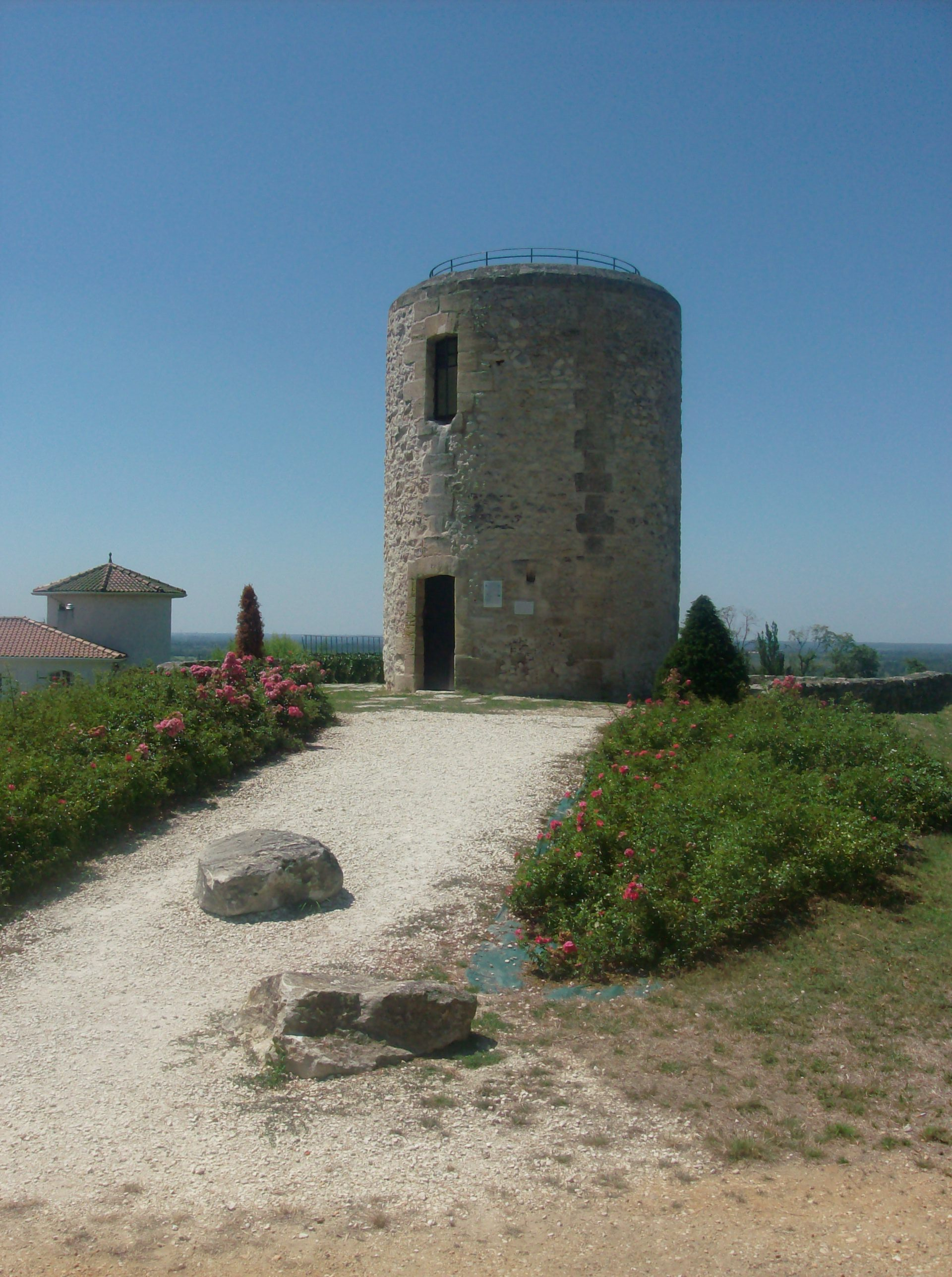
Mühle von Montalon

## Gemeindepartnerschaften
Mit der deutschen Stadt Telgte in Nordrhein-Westfalen seit 1999 und mit der spanischen Gemeinde Albatera in der Provinz Alicante (Region Valencia) seit 2004 bestehen Partnerschaften.

## Persönlichkeiten
- Jean-Frédéric de La Tour du Pin Gouvernet (1727–1794), Kriegsminister (1789/90), Herr über die Cubzaguais
- Jean-Marie de Lanessan (1843–1919), Botaniker und Politiker, Marineminister (1899–1902) und Generalgouverneur von Indochina (1891–1894)
- François-Raoul Larche (1860–1912), Bildhauer
- Henri Bellivier (1890–1980), Bahnradfahrer
- Jacques-Yves Cousteau (1910–1997), Meeresforscher